# لوكا فيري
لوكا فيري (بالإيطالية: Luca Ferri)‏ (19 مارس 1980 روما إيطاليا - ) هو لاعب كرة قدم إيطالي يلعب كمدافع.